# 卡菲勒
卡菲勒（阿拉伯语：‎；复数形式：阿拉伯语：‎），或譯卡菲尔，是阿拉伯语“拒绝者”、“忘恩负义者”一词的音译，是一个用来诅咒非穆斯林，甚至是不同意自己的穆斯林的术语。是伊斯兰教用语，与穆斯林（阿拉伯语：‎，顺从者）相对立，特指对神的否认和隐昧者，即不信神者。类似于基督教用语中的异教徒。
卡菲勒指拒绝承认唯一的造物主的人和对神的旨意隐昧和违背的人：前者包括无神论者和多神教徒；后者指信仰其他一神教者（包括有經人）。但是，需要强调的是：对唯一的造物主尚无认识且不否认唯一的造物主存在的非伊斯兰教徒并不在此列，即使他是外教徒，此类人被称为蒙昧者。故一般來說，不應該任意這樣稱呼別人，比如說2019年，世界上最大的獨立伊斯蘭組織伊斯蘭教士聯合會在印度尼西亞發布了一項公告，敦促穆斯林不要使用卡菲勒一詞來指代非穆斯林，因為這個詞既令人反感，又被認為是“神學暴力”。
否認創造者存在的人可能被稱為達赫里。從歷史上看，儘管伊斯蘭學者同意多神論者/穆什里克是卡菲勒，他們有時不同意將這個詞應用於犯下嚴重罪行的穆斯林或《聖經》中的人民的禮節。 《古蘭經》區分了穆斯特里肯和《書中的人》，保留了偶像崇拜者的前稱，儘管一些古典評論員認為基督教教義是一種推卸形式。犹太人和基督徒必须付吉茲亞，但其他人，必须繳付吉茲亞、皈依伊斯兰教、流放或被杀。 在有關這一時期的穆斯林入侵、奴役和掠奪的回憶錄中，南亞的許多穆斯林歷史學家將卡菲爾一詞用於印度教徒、佛教徒、錫克教徒和耆那教徒。